# Anika Apostalonová
Anika Apostalonová (9. února 1995 Albuquerque, Nové Mexiko, USA) je česko-americká plavkyně, jejímiž hlavními plaveckými disciplínamy jsou volný způsob a znak, která od roku 2018 reprezentuje Česko. V roce 2017 absolvovala studium na Univerzitě Jižní Kalifornie a získala titul bakaláře umění v oboru psychologie. Její matka je původem Češka pocházející z Vlašimi.
V letech 2012 a 2016 se Anika Apostalonová neúspěšně pokusila vybojovat účast na olympijských hrách v americké reprezentaci.